# Porte d'Orléans
De Porte d'Orléans is een van de toegangspunten tot de stad Parijs, de Portes de Paris, en is gelegen in het zuidelijke 14e arrondissement. De poort ligt aan de Boulevard Périphérique en de boulevards des Maréchaux. In de 19e eeuw was het een fysieke stadspoort, onderdeel van de 19e-eeuwse stadsomwalling van Thiers.
Vanuit de Porte d'Orléans vertrok vroeger de nationale weg N20 naar Toulouse en Spanje. Tegenwoordig is dit de D920.
Bij de Porte d'Orléans is het gelijknamige metrostation Porte d'Orléans aanwezig, die onderdeel is van de Parijse metrolijn 4.